# Szupyky
Szupyky (ukr. Шупики) – wieś na Ukrainie, w obwodzie kijowskim, w rejonie obuchowskim, w hromadzie Bohusław. W 2001 liczyła 580 mieszkańców, spośród których 568 wskazało jako ojczysty język ukraiński, 12 rosyjski, 2 białoruski, a 5 ormiański.

## Urodzeni
- Dmitrij Onuprijenko